# Hotchkiss Mle 1922
La Hotchkiss Modèle 1922 era una mitragliatrice leggera francese, progettata e realizzata dalla Hotchkiss et Cie tra le due guerre mondiali a partire dalla Mle 1909.

## Storia
Tra i successi dell'armaiolo Benjamin B. Hotchkiss, trasferitosi in Francia dal Connecticut, sono sicuramente da enumerare la Hotchkiss Mle 1914, mitragliatrice media standard dell'Armée de terre durante la prima guerra mondiale, e la mitragliatrice leggera Hotchkiss Mle 1909. Dopo la guerra l'azienda continuò privatamente a migliorare quest'ultimo progetto per il mercato estero. Nacque così la Mle 1922. La Hotchkiss aveva una lunga storia di successi commerciali ed era conosciuta per la flessibilità nel soddisfare anche piccoli ordinativi. La Mle 1922 era infatti disponibile in praticamente i tutti i principali calibri da fucile, oltre che in numerosi allestimenti che differivano per tipo e lunghezza di canna, posizione dei comandi, tipi di sostegno ed anche nel tipo alimentazione, a piastrine o a caricatore.
Sul mercato estero l'arma ebbe fortuna tre le forze armate minori, le cui diverse specifiche in termini di munizionamento e personalizzazioni diedero vita ad altrettante varianti, tra le quali la Mle 1924 ed il Mle 1926 Grec.
Il Mle 1922 fu proposto ovviamente all'Armée de terre, in cerca di un sostituto per il problematico FM Mle 1915 CSRG, meglio conosciuto come Chauchat, ma ad esso fu preferito il FM 24/29. La Francia acquistò solo un piccolo lotto in calibro 7,5 mm Long, denominato Mle 1934, impiegato limitatamente durante la seconda guerra mondiale.
Nonostante la relativa diffusione, non trovò impiego nei grandi conflitti della prima metà del novecento, mentre fu usato in diverse guerre locali, nelle quali risultò un'arma affidabile e ben vista dalle truppe.

## Tecnica
La Mle 1922 era un'arma con azione a sottrazione di gas, raffreddata ad aria, pesante da 8,4 a 9,6 kg secondo la versione (in particolare a seconda del sistema di alimentazione). Erano disponibili diversi tipi di canna. La più comune era relativamente leggera, talvolta con alette di raffreddamento nel terzo posteriore della stessa. Essendo infatti progettata come arma portatile leggera, era importante contenerne il peso entro livelli ragionevoli. Tuttavia, per impieghi aeronautici, su carri o su fortificazioni erano disponibili canne più pesanti. L'arma montava un bipiede sulla canna presso la volata. I comandi dell'arma erano costituiti da un calcio in legno con impugnatura a pistola. Le mire metalliche era costituite da un mirino in volata e da un alzo a cursore.
Il gas era spillato in un cilindro posto sotto alla canna, con un pistone a lunga corsa; il sistema poteva essere regolato manualmente su diverse posizioni per aumentare o diminuire la cadenza di tiro. L'arma sparava ad otturatore aperto, un accorgimento che favoriva il raffreddamento e soprattutto impediva l'autoaccensione.
Il castello, nella versione alimentata a piastrine, era chiuso superiormente da una cartella incernierata anteriormente, che copre la slitta porta-otturatore ed il sistema di alimentazione. Mentre sul Mle 1909 era dotato di un sistema di chiusura rotante della camera di scoppio, sul Mle 1922 venne adottato un sistema a braccio oscillante: il carrello porta-otturatore, al momento dello sparo, arretrava spinto dal pistone ed espelleva il bossolo; la molla di ritorno riportava il carrello in avanti, che sfilava la nuova munizione e la camerava; una bielletta collegata al pistone spingeva un blocchetto di chiusura in un apposito recesso del castello, assicurando la chiusura dell'otturatore. La leva d'armamento era posizionata sul lato destro del castello. L'arma sparava solo in completamente automatico. Un selettore davanti al grilletto consentiva di regolare la cadenza di tiro.
Il sistema di alimentazione a piastrine rigide, impiegato nella Hotchkiss Mle 1914 e nella Hotchkiss Mle 1909, negli anni venti risultava superato. Tuttavia era un sistema ormai sperimentato e familiare alle truppe e venne quindi replicato sul Mle 1922: per quest'arma erano disponibili piastrine da 15, 24 o 30 colpi a seconda del tipo di munizione utilizzata, con le cartucce sulla faccia inferiore della stessa. Essa veniva inserita dal lato destro del castello e veniva espulsa sul lato opposto dopo l'ultimo colpo, lasciando così l'otturatore in apertura; l'introduzione di una nuova piastrina carica riportava l'otturatore in chiusura e l'arma poteva continuare automaticamente il fuoco.
Diversamente dall'arma precedente, il Mle 1922 venne prodotto anche con sistema di alimentazione a caricatori metallici ricurvi. Il caricatore, più pesante ed ingombrante della piastrina, proteggeva però le cartucce dallo sporco ed erano più durevoli e resistenti. Il castello di questa versione, acquistata dal Regno Unito e dalla Spagna, non era intercambiabile con quello della versione a piastrine, anche se il sistema di scatto e di chiusura erano gli stessi. Il bocchettone per il caricatore era posto sulla parte superiore del castello, che quindi era un singolo pezzo: mancando la cartella superiore ed altre parti in movimento la versione risultava più affidabile ed economica.

## Utilizzatori
- Francia: Mle 1934 in 7,5 mm Long
- Grecia: Mle 1926 in 6,5 × 54 mm Mannlicher-Schönauer 、7,92 × 57 mm Mauser.
- Cecoslovacchia: versione in 7,92 × 57 mm Mauser
- Cina: versione in 7,92 × 57 mm Mauser
- Turchia: versione in 7,92 × 57 mm Mauser
- Spagna: versione in 7 × 57 mm Mauser
- Regno Unito: versione in .303 British